# Diecezja Majorki
Diecezja Majorki (łac. Dioecesis Maioricensis) – diecezja Kościoła rzymskokatolickiego w Hiszpanii. Należy do metropolii walenckiej. Została erygowana w V wieku.